# مربی پرواز

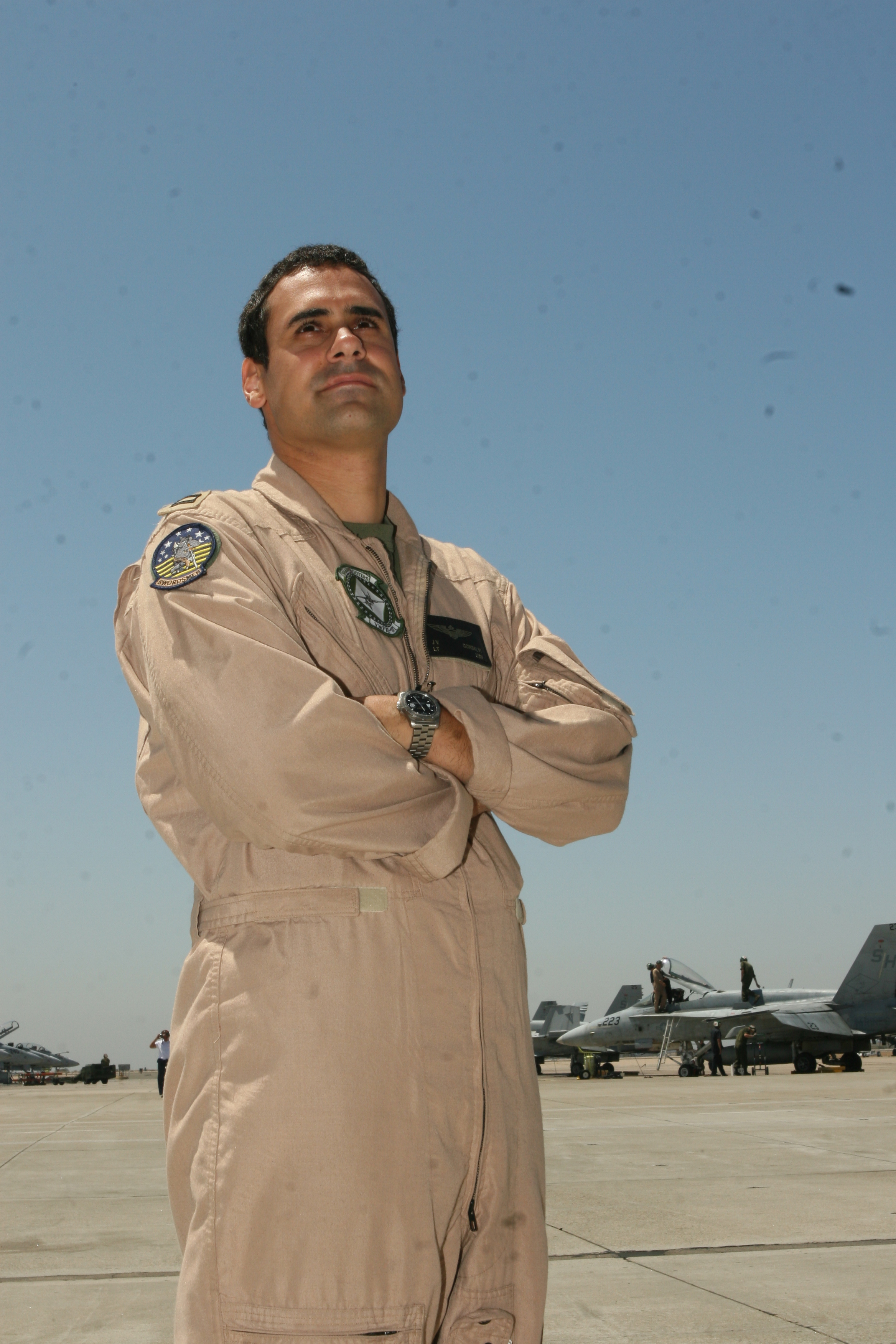
تصویر از یک مربی پرواز

مربی پرواز کسی است که به دیگران می‌آموزد چگونه خلبان شوند. افرادی که مجوز آموزش پرواز دارند اختیارات خاصی دارند که از یک کشور به کشور دیگر تفاوت دارد، اما به طور کلی مربیان پرواز وظیفه دارد که دانش و مهارت یک فرد را برای کسب درجه‌ای بالاتر از گواهینامه‌های خلبانی ارزیابی کند.